# Fodina pallula
Fodina pallula är en fjärilsart som beskrevs av Achille Guenée 1852. Fodina pallula ingår i släktet Fodina och familjen nattflyn. Inga underarter finns listade i Catalogue of Life.